# دوري الهوكي الوطني للسيدات
دوري الهوكي الوطني للسيدات هو دوري هوكي الجليد للمحترفين للسيدات يقام في الولايات المتحدة وكندا،بدأ الدوري في 2015 ب 4 فرق  وتم إضافة فريفين في وقت لاحق ليصبح إجمالي فرق الدوري 6.بعتبر الدوري أول دوري هوكي للسيدات بقوم بدفع رواتب للاعبيه.